# Beatrice Faumuina

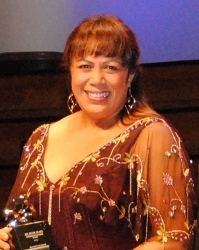
Beatrice Faumuina, 2013

Beatrice Faumuina ONZM (Beatrice Roini Liua Faumuina; * 23. Oktober 1974 in Auckland) ist eine neuseeländische Diskuswerferin.
Die Fünfte der Juniorenweltmeisterschaften von 1992 gewann bei den Commonwealth Games 1994 in Victoria Silber. Sie trat bei den Weltmeisterschaften 1995 in Göteborg und bei den Olympischen Spielen 1996 in Atlanta an, scheiterte aber jeweils in der Qualifikation.
Im Jahr darauf erzielte sie ihren größten Erfolg mit dem Titelgewinn bei den Weltmeisterschaften in Athen. Ebenfalls die Goldmedaille gewann sie bei den Commonwealth Games 1998 in Kuala Lumpur. Bei den Weltmeisterschaften 1999 in Sevilla wurde sie Fünfte und bei den Olympischen Spielen 2000 in Sydney Zwölfte.
Bei den Commonwealth Games 2002 in Manchester verteidigte sie ihren Titel. Es folgten ein 13. Platz bei den Weltmeisterschaften 2003 in Paris/Saint-Denis, ein siebter bei den Olympischen Spielen 2004 in Athen und jeweils ein vierter Platz bei den Weltmeisterschaften 2005 in Helsinki und den Commonwealth Games 2006 in Melbourne.
Bei den Weltmeisterschaften 2007 in Osaka und bei den Olympischen Spielen 2008 in Peking schied sie in der Qualifikation aus. 2010 wurde sie Fünfte bei den Commonwealth Games in Delhi.
Beatrice Faumuina ist 1,85 m groß und wiegt 125 kg. 2005 wurde sie mit dem Orden Officer of the New Zealand Order of Merit ausgezeichnet. Im selben Jahr wurde sie Goodwill Ambassador der FAO.

## Persönliche Bestleistungen
- Diskuswurf: 68,52 m, 4. Juli 1997, Oslo
- Kugelstoßen: 16,96 m, 14. März 1998, Melbourne